# Jean-Michel Vovk
Jean-Michel Vovk est un acteur et réalisateur belge, né le 21 mai 1961 à Alger,.

## Théâtre
- 1987 : Les Acteurs de bonne foi de Marivaux mise en scène d'Isabelle Pousseur
- Maître Puntila et son valet Matti de Bertolt Brecht mise en scène de Michel Dezoteux et Marcel Delval
- La Princesse Maleine de Maurice Maeterlinck mise en scène de Benoit Blampain
- La Foi, l'espérance d'Ödön von Horváth mise en scène de Sophie Rappeneau
- Électre de Sophocle mise en scène de Layla Nabulsi
- Les Jeux de l'amour et du hasard de Marivaux mise en scène de Pierre Jaccaud
- Le Songe d'une nuit d'été de Shakespeare mise en scène de Michel Dezoteux
- Les Caprices de Marianne de Marivaux mise en scène de Philippe Sireuil
- Zement (de) de Heiner Müller mise en scène de Michel Dezoteux
- L'Homme consommé de Sophie Rappeneau mise en scène de Sophie Rappeneau
- La Mort de Danton de Georg Büchner mise en scène d'Henri Ronse
- Luna Park de Claude Delarue mise en scène d'Alain Barsacq
- Barbopolis de Sophie Rappeneau mise en scène de Sophie Rappeneau
- Le Malade imaginaire de Molière mise en scène d'Armand Delcampe
- Abel et Bela de Robert Pinget mise en scène de Henri Ronse
- Deirdre des douleurs de J.M Synge mise en scène de Henri Ronse
- Clavigo de Goethe mise en scène d'Agathe Alexis
- Œdipe à Colone de Sophocle mise en scène d'Henri Ronse
- La Bonne Âme du Se-Tchouan de Bertolt Brecht mise en scène d'Herbert Roland
- Le Canard bleu d'Hervé Blutsch mise en scène de Jean-Michel Vovk
- La Mécanique des femmes de Calaferte mise en scène de Xavier Lukomski
- The servant de Robin Maugham mise en scène de Marcel Delval
- Mademoiselle Ari nue d'Isabelle Wery mise en scène d'Isabelle Wéry
- Crève tu n'as pas d'âme de Daniil Harms mise en scène de Xavier Lukomski
- Donne-moi tes yeux de Daniil Harms mise en scène de Xavier Lukomski
- L'Anniversaire d'Harold Pinter mise en scène de Marcel Delval
- Les Autres de Jean-Claude Grumberg mise en scène de Bernard Yerlès
- Mythe propagande et désastre en Allemagne nazie et en Amérique contemporaine de Stephen Sewell mise en scène de Derek Golby
- Motortown de Simon Stephens mise en scène de Derek Golby
- La Maison de Lemkin de Catherine Filloux mise en scène de Jules-Henri Marchant
- Tokyo notes d'Oriza Hirata mise en scène de Xavier Lukomski (2008)
- 2013 : Race de David Mamet : Strickland mise en scène Patrice Minck Théâtre Le Public Bruxelles
- 2020 : Les Caprices de Marianne d'Alfred de Musset :Tibia mise en scène Alain Leempoel Théatre Royal du Parc Bruxelles
- 2021 : On ne badine pas avec l'amour d'Alfred de Musset : Le Baron mise en scène Laurent Delvert Théâtre de Luxembourg -Théatre de Liège
- 2021 : Une maison de poupée de Ibsen : Krogstad mise en scène Ladislas Chollat Théâtre Royal du Parc Bruxelles

## Filmographie

### Télévision
- 1995 : Fanny se fait un sang d'encre de Alun de Halleux
- 1998 : Il n'y a pas d'amour sans histoire de Jérôme Foulon : L'agresseur
- 1998 : Le choix d'une mère de Jacques Malaterre : Lucas
- 1998 : Théo et Marie d'Henri Helman
- 2000 : Vertiges (série télévisée) — téléfilm La proie et l'ombre d'Olivier Chavarot
- 2000 : Le Piège d'Olea d'Alain Robak
- 2001 : L'Étrange monsieur Joseph de Josée Dayan
- 2001 : La Colère du diable de Chris Vanderstappen
- 2001 : Une chinoise sous le fusil de la gestapo de Huang Jian Zhong (série télévisée)
- 2001 : PJ (série télévisée) Spiritisme de Gérard Vergez saison 5, épisode 11
- 2001 : Vertiges (série télévisée) — téléfilm Les visions de Julia d'Alain Robak
- 2002 : Blandine l'insoumise de Claude d'Anna (série télévisée)
- 2003 : Mon voisin du dessus, téléfilm de Laurence Katrian : Fabien
- 2003 : Le Prix de l'honneur de Gérard Marx
- 2003 : Sauveur Giordano (série télévisée) - Transport Dangereux de Pierre Joassin : Paul
- 2004 : La Battante de Didier Albert : Courbis
- 2004 : Maigret (Les Scrupules de Maigret) de Pierre Joassin : Harris Schwob
- 2005 : Nom de code : DP de Patrick Dewolf (mini série) : Durieux
- 2005 : Petit Homme de Benoît d'Aubert : Solinas
- 2006 : Disparition de Laurent Carcélès : Gérard Ferreux
- 2006 : Quai numéro un (Ne réveillez pas les morts) de Patrick Jamain : Carelli
- 2008 : Françoise Dolto, le désir de vivre de Serge Le Péron : Maurice
- 2008 : À tort ou à raison de Pierre Joassin : Michel Billen
- 2009 : Otages de Didier Albert
- 2009 : Tombé sur la tête de Didier Albert
- 2011 : Boulevard du Palais : Jacques Grimaud (saison 13, épisode 1)
- 2015 : Résistance de Dan Franck : Antoine
- 2018 : Les Rivières pourpres de Jean-Christophe Grangé : Wunderlich
- 2021 : OK Boomer de Nikita Trocki : le propirétaire du vidéo-club[3]
- 2022 : Frangines de Laurent Dryon : Roger (8 épisodes RTBF)

### Cinéma
- 2000 : Le Dernier Plan de Benoît Peeters : Jean Dumourier
- 2002 : Chambre jaune d'Hélène Cattet et Bruno Forzani : L'assassino (court métrage)
- 2002 : Aveugle de Jean-Marc Vervoort : le mari (court métrage)
- 2002 : Un honnête commerçant de Philippe Blasband : Le tueur chauve
- 2003 : Des plumes dans la tête de Thomas de Thier
- 2003 : Résistance de Todd Komarnicki : Chef de la résistance
- 2003 : Trop jeune de Géraldine Doignon (court-métrage)
- 2004 : La Fin de notre amour de Bruno Forzani et Hélène Cattet (court métrage)
- 2004 : On ne peut pas tout prévoir de Samuel Lampaert : le mari (court métrage)
- 2006 : La Trahison de Philippe Faucon : le capitaine Johassin
- 2006 : Lady Chatterley de Pascale Ferran : Albert Adam
- 2008 : Diamant 13 de Gilles Béhat : Moser
- 2008 : Le Négociant de Joachim Weissmann
- 2008 : Amer de Bruno Forzani et Hélène Cattet : Le père
- 2009 : Légende de Jean l'Inversé de Philippe Lamensch (court métrage)
- 2010 : Marieke, Marieke de Sophie Schoukens : Joseph
- 2012 : Bateau ivre de Chafik Allal  et Claudio Capanna
- 2013 : L'Étrange couleur des larmes de ton corps d'Hélène Cattet et Bruno Forzani
- 2017 : Les Dents, pipi et au lit d'Emmanuel Gillibert : Herbert
- 2018 : L'Empereur de Paris de Jean-François Richet : Gardien du Bagne
- 2019 : The Among Shadows de Tiago Mesquita : Max Eddelman
- 2023 : Beyond the Sea de Hippolyte Leibovici (Lady Casca-Maman) Canal+ (court métrage)
- 2023 : God's Spy de Todd Komarnicki : Hurtgen, le prisonnier n°1 (en anglais, Fontana prod)
- 2023 : La Abadesa d'Antonio Chavarrías : Capitan Mataperros (en espagnol, Saga Films)
- 2024 : L'Espion de Dieu de Todd Komarnicki : un prisonnier

### Réalisation
- 2007 : Mini-trip (court métrage)

## Doublage

### Cinéma

#### Films
- Steve Valentine dans :
  - Monster High : le film (en) (2022) : Dracula
  - Monster High 2 (en) (2023) : Dracula
- 1962 : La Planète des tempêtes : Vania [Qui ?]
- 2003 : Kontroll : Rendor [Qui ?] et Oltoynos [Qui ?]
- 2004 : Breaking News : Wang [Qui ?]
- 2005 : Antibodies : Gabriel Engel (André Hennicke)
- 2005 : Iluminados por el fuego (es) : Colonel [Qui ?]
- 2005 : In the Mix : Jojo (Deezer D (en))
- 2006 : Les Mots d'Akeelah : Dr Joshua Larabee (Laurence Fishburne) (version cinéma et DVD)
- 2006 : A Dirty Carnival : le procureur Park [Qui ?]
- 2006 : Wolfhound, l'ultime guerrier : le Man-Eater (« Cannibale ») (Alexandre Domogarov) et Vinitar (Anatoli Bely)
- 2007 : Cleaner : Eddie Lorenzo (Ed Harris)
- 2007 : Primeval : Roger Sharpe (Patrick Lyster)
- 2008 : My Name Is Hallam Foe : Julius Foe (Ciarán Hinds)
- 2008 : Baron Rouge : Werner Voss (Til Schweiger)
- 2010 : TV Show : Yoshi Ando (Kin'ya Kitaōji)
- 2012 : The Marine 3: Homefront : Gabriel (Aleks Paunovic (en))
- 2012 : Universal Soldier : Le Jour du jugement : Luc Deveraux (Jean-Claude Van Damme)
- 2013 : Un prof pas comme les autres : Attila (Erdal Yıldız (de))
- 2013 : Hammer of the Gods : Grim (Michael Jibson (en))
- 2014 : Tusk : Howard Howe (Michael Parks)
- 2014 : St. Vincent : Vincent MacKenna (Bill Murray)
- 2015 : Mr. Church : Henry Joseph Church (Eddie Murphy)
- 2015 : Dope : voix additionnelles
- 2015 : En cavale : US marshal Jackson (Richard T. Jones)
- 2016 : En cavale : Harper (Jonathan Banks)
- 2016 : Desert Gun : le shérif Leland Kilbaught (Ian McShane)
- 2016 : The Marine 4: Moving Target : Nate Miller (Roark Critchlow)
- 2017 : Tulip Fever : Gerrit (Zach Galifianakis)
- 2017 : November Criminals : M. Broadus (Victor Williams)
- 2017 : Clinical : Terry (William Atherton)
- 2017 : Marshall : le capitaine Burke (Brendan Burke)
- 2017 : Aftermath : Robert (Martin Donovan)
- 2017 : Angle mort : Ozgür (Tibo Vandenborre)
- 2017 : La Forteresse : Ilya (Oleh Volochtchenko)
- 2018 : Braven, la traque sauvage : Linden Braven (Stephen Lang)
- 2018 : Dédale meurtrier : Fonok (Zoltán Schneider (hu))
- 2019 : Never Grow Old : Dumb-Dumb (Sam Louwyck)
- 2019 : Traîné sur le bitume : Lorentz Vogelmann (Thomas Kretschmann)
- 2019[n 1] : La Conspiration des belettes : Martin Saravia (Marcos Mundstock)
- 2019 : Brightburn : L'Enfant du mal : voix additionnelles
- 2019 : Fisherman's Friends : Jago (David Hayman)
- 2020 : Canicule : Scott Whitlam (John Polson)
- 2020 : Supernova : voix additionnelles
- 2020 : J'y crois encore : Dr Furst (Cameron Arnett)
- 2021[n 2] : Compétition officielle : Iván Torres (Oscar Martínez)
- 2021 : Margrete : Reine du Nord : Jens Due (da) (Thomas W. Gabrielsson (da))
- 2021 : Balade Meurtrière : Hoaggie (Erik Thomson (en))
- 2021 : Waldo, détective privé : « Big Jim » Cuppy (Clancy Brown)
- 2022 : La Disparue : Paterson (Russell Hornsby)
- 2022 : Nostalgia : Oreste Spasiano (Tommaso Ragno)
- 2022 : Emily : voix additionnelles
- 2022 : À contretemps : Rafa (Luis Tosar)
- 2022 : Play Dead : le shérif Duggan (Chris Butler)
- 2022 : La Maleta : Ochoa (Daniel Aráoz (es))
- 2022 : Leila et ses frères : Parviz Jourablou (Farhad Aslani)
- 2023 : Big George Foreman : voix additionnelles
- 2023 : Dead Shot (en) : voix additionnelles
- 2023 : Opération Napoléon : voix additionnelles
- 2023 : L'Improbable Voyage d'Harold Fry : Rex (Joseph Mydell)
- 2023 : May December : voix additionnelles
- 2023 : Le Prix de la vengeance : le sergent John Lee Bacon (Paul Johansson)
- 2024 : Road House : Stephen (Kevin Carroll (en))
- 2024 : Arthur the King : voix additionnelles
- 2024 : Chief of Station (en) : Ben Malloy (Aaron Eckhart)
- 2025 : Another You : Mustafa [Qui ?]

#### Films d'animation
- 2001 : Initial D : Le Film : Kai Kogashiwa
- 2006 : Dragons : La Destinée du feu : Wintata
- 2007 : Winx Club : Le Secret du royaume perdu : Hagen
- 2009 : Barbie et les Trois Mousquetaires : Bertrand, un garde
- 2011 : Lettre à Momo : Iwa[4]
- 2011 : Pokémon : Noir – Victini et Reshiram et Pokémon : Blanc – Victini et Zekrom : Zekrom et le Roi
- 2012 : Naruto Shippuden: Road to Ninja : Kisame Hoshigaki et Kizashi Haruno
- 2012 : Barbie et le Secret des sirènes 2 : le chef des poissons électriques
- 2012 : Pokémon, le film : Kyurem vs la Lame de la justice : Kyurem
- 2013 : Albator, corsaire de l'espace : le vice-commandant
- 2013 : Iron Man : L'Attaque des technovores : Obadiah Stane
- 2014 : Naruto the Last, le film : Kakashi Hatake
- 2014 : Pokémon, le film : Diancie et le Cocon de l'annihilation : Noble l'Ancien
- 2014 : Appleseed Alpha : Briareos
- 2015 : Strange Magic : Brutus
- 2015 : Barbie en super princesse : le Roi Kristoff et un policier
- 2016 : Les Rois de la glisse 2 : Mister McMahon
- 2017 : Lego Ninjago, le film : Zane
- 2017 : Lou et l'Île aux sirènes : le père de Kunio
- 2018 : Oscar et le monde des chats : Léon
- 2020[5] : Le Rêve de Daisy[6] : Frankie Scales
- 2021 : Le Roi cerf : Makokan
- 2021 : Mon ninja et moi 2 : Jimmy
- 2021 : Koati : Jithu
- 2021 : Le Royaume des étoiles (de) : l'Homme de la Lune
- 2022 : Le Lion et les trois brigands (no) : le boucher
- 2022 : The First Slam Dunk : Takenori Akagi
- 2023 : Maurice le chat fabuleux : Dark Rator
- 2023 : Le Royaume de Naya : Léo
- 2024 : Les Aventuriers de l'arche de Noé : l'ours

### Télévision

#### Téléfilms
- 2008 : L'Enfant du secret : ? (?)
- 2012 : 12 ans sans ma fille : l'inspecteur Tully (Dee Jay Jackson)
- 2019 : Coup de foudre au bal de Noël : Harry (David Naughton)

#### Séries télévisées
- Shea Whigham dans :
  - Waco (2018) : Mitch Decker (mini-série)
  - Waco : L'Après (2023) : Mitch Decker (mini-série)
- 1999-2006 : STF : Klaus Taube (Christian Maria Goebe)
- 2003-2004 : Télé-Rodrigo : Anibal López (Jairo Camargo (es))
- 2003 : Veritas: The Quest : Vincent Siminou (Arnold Vosloo)
- 2008 : M.I. High : Hugo von Quark (Phil Cornwell (en))
- 2008-2011 : Le Journal de Meg : Pr Frank Haase (Peter Prager (de))
- 2008-2011 : Sanctuary : John Druitt (Christopher Heyerdahl)
- 2008-2011 : Division criminelle : Frank Hansen (Jophi Ries) (2e voix)
- 2011-2013 : La Diva du divan : le coach Patrick Purnell (Gregory Alan Williams)
- 2012 : House of Lies : Wes Spencer (Michael Rady)
- 2012-2013 : Nashville : Coleman Carlisle (Robert Wisdom)
- 2013-2014 : In the Flesh : Bill Macy (Steve Evets)
- 2014-2015 : The Red Road : Jack Kopus (Tom Sizemore)
- 2014-2015 : Chasing Life : Lawrence (Vondie Curtis-Hall)
- 2014-2016 : Marco Polo : Arban (Chris Pang (en))
- 2014-2018 : The Last Ship : Hugh Jeter (Charles Parnell)
- 2014-2020 : Outlander : Dougal MacKenzie (Graham McTavish) (19 épisodes)
- 2015 : Halt and Catch Fire : Jacob Wheeler (James Cromwell)
- 2015-2017 : Orphan Black : Ferdinand (James Frain) (8 épisodes)
- 2015-2018 : Orange Is the New Black : Jack Pearson (Michael Bryan French (en)) (12 épisodes)
- 2015-2020 : The Expanse : Frederick « Fred » Lucius Johnson (Chad Coleman) (21 épisodes)
- 2016-2020 : Greenleaf : le révérend James Greenleaf (Keith David) (60 épisodes)
- 2017 : Underground : Jim McNulty (David Born)
- 2017 : Girlfriends' Guide to Divorce : Nate Klein (C. Thomas Howell)
- 2017 : Madiba : John Vorster (David Butler) (mini-série)
- 2017-2018 : El Chapo : Joaquín « El Chapo » Guzmán (Marco de la O)
- 2017-2021 : La casa de papel : Agustin Ramos, dit « Moscou » (Paco Tous) (21 épisodes)
- 2018 : Deutschland 86 : Walter Schweppenstette (Sylvester Groth)
- 2018 : Channel Zero : Joseph Peach (Rutger Hauer)
- 2018[n 1] : Mocro Maffia : ? (?)
- 2019 : Creepshow : Chef (Tobin Bell) (saison 1, épisode 1)
- 2019 : Limetown (en) : Ron Calhoun (Chris Shields)
- 2019 : Blinded (sv) : Martin Cassel (Björn Andersson (sv)) (saison 1)
- 2020 : Gangs of London : Kinney Edwards (Mark Lewis Jones) (saison 1)
- 2020 : Alex Rider : Dr Hugo Grief (Haluk Bilginer) (saison 1)
- 2020 : Romulus : Spurius (Massimiliano Rossi (it)) (saison 1)
- 2022 : El inmortal (es) : ? (?)
- 2024 : Le Blues du Maestro (en) : le père d'Alexandra (Alexandros Mylonas) (saison 2, épisode 6)

#### Séries d'animation
- Ayakashi: Japanese Classic Horror - Tenshu Monogatari : Okaymo
- B: The Beginning : Eric Toga
- Black Cat : Sven
- Blade : Noa Van Helsing
- Blazing Team : Irwin Scarpetti, Chef Arnaud
- Chaotic : Spider, Lord van Blut, Dardamus, Stalluck, Dractyl, Bort
- Clarence : Sumo
- Défis extrêmes : Chef Albert
- Gun X Sword : Cadaved, Findley
- Highschool of the Dead : Chef de la police
- Inazuma Eleven Arès : Othman Laspic
- Initial D : Kinryū Arimoto, Yuichi Tachibana
- Les Contes de Grimm
  - La Princesse au petit pois
  - La Table enchantée
- Les Têtes vides : La Mort
- Les Enquêtes de Kindaichi : Itsuki
- Marvel Anime - Blade : Noah Van Helsing
- Marvel Anime - Iron Man : Capitaine Nakai
- Marvel Anime - Wolverine : Yukio
- Marvel Anime - X-Men : Logan / Wolverine
- Naruto : Kisame Hoshigaki, Yoroi, Oboro, Kagari, Renga
- Naruto Shippuden : Kisame Hoshigaki, Kakashi Hatake (2e voix), Kizashi Haruno
- Ninjago : Zane
- One Piece : Pedro / Kaido
- Pokémon Soleil et Lune : Grand-Père de Paulie (épisodes 107 et 108)
- Princesse Sofia : Clovis
- Rick et Morty : Président des États-Unis
- Robot Chicken
- Saint Seiya : Chapitre Hadès : Camus
- Silent Möbius : Simon
- Transformers Robots in Disguise : Mission secrète : Underbite, Drift
- Transformers: Cyberverse : Drift
- Transformers: Prime : Agent Fowler
- Yu-Gi-Oh! : Crump (saison 3)
- 2018-2021 : Castlevania : Godbrand (saison 2), Ratko (saison 4, épisode 7)
- 2018-2022 : Les Muppet Babies : Animal
- 2021 : Lupin III Part 6 : voix additionnelles
- 2021 : Dragon Quest : La Quête de Daï : le roi de Terran
- 2022 : My Isekai Life : Valtar
- 2024 : Solo Leveling : Go Gunhee
- 2025 : Übel Blatt : le comte Barestar
- 2025 : Mobile Suit Gundam GQuuuuuuX : le commandant Arraga et Dr Flanagan

### Jeux vidéo
- 2023 : Naruto x Boruto: Ultimate Ninja Storm Connections[7] : Kakashi Hatake et Kisame Hoshigaki

## Distinctions
- 2001 : 3e prix au Festival Fantasia Montreal[8]
- 2002 : 1er prix du Court Métrage au Festival Sitges[8]
- 2004 : Mention du Jury Fantasporto[8]